# PGC 39058
PGC 39058 è una galassia nana situata nella costellazione del Dragone alla distanza di circa 14 milioni di anni luce dalla Terra.
Ripresa dal Telescopio spaziale Hubble, l'immagine è in parte disturbata dalla presenza di una stella della Via Lattea, HD 106381, che si interpone tra il telescopio e PGC 39058.
Questa galassia forma una coppia non interagente con la galassia NGC 4236, costituendo un piccolo gruppo di galassie denominato TSK2008 219, posto in vicinanza del Gruppo Locale.